# Sveriges Annonsörer

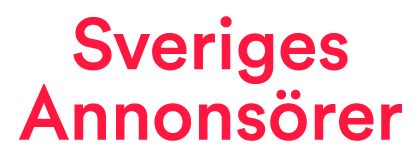
Sveriges Annonsörers logo

Sveriges Annonsörer AB är en svensk intresseorganisation för företag och organisationer som investerar i reklam och marknadsföring (annonsörer). Organisationen ägs av sina närmare 500 medlemsföretag.
Sveriges Annonsörer arbetar med information, rådgivning, nätverk, utbildning och lobbyarbete, och fungerar även som remissinstans i frågor som rör marknadskommunikation. Målet är att hjälpa de svenska reklamköparna att uppnå bästa möjliga effekt på sina investeringar i marknadsföring. Detta gör man genom att fokusera på effekt, bidra till kunskap och bevaka och påverka annonsörernas omvärld.
Sveriges Annonsörer förespråkar självreglering hellre än en snävare marknadslagstiftning och är initiativtagare till Reklamombudsmannen, RO. 
Sveriges Annonsörer arrangerar reklamtävlingen 100-wattaren. Bland organisationens övriga aktiviteter finns EFFDay.

## Historik

### 1920-talet
Svenska Annonsörers Förening bildades den 15 november 1924 av representanter från 30 företag i olika branscher. Man ville skapa ett forum där branschspecifika frågor kunde drivas och framför allt gemensamt kräva verifierade upplagesiffror på den tidens över 200 dagstidningar. År 1926 blir organisationen medlem i den globala paraplyorganisationen World Federation of Advertisers, WFA.

### 1930-talet
År 1936 inleds ett samarbete med Tidningsutgivarna, TU, för att bekämpa reklam som man ansåg vara "humbug". Detta resulterar i samlingen "Annonsgranskaren".

### 1940-talet
Annonsörföreningen instiftar reklamtävlingen "Annonsörernas Oscar" år 1944. Målsättningen med utmaningen var att uppmuntra en högre standard på reklamfilm.

### 1950-talet
År 1953 går Annonsörföreningen och filmbyråerna ihop om kontroll av reklamfilmsvisningar på biograferna.

### 1960-talet
Under 60-taler driver organisationen den så kallade "Fyrpartsutredningen", som inriktas på att avskaffa förbudet mot returprovision och förbudet för en annonsör att äga eller deläga en annonsbyrå.

### 1970-talet
Under 70-talet ansluter sig rekordmånga nya företag till Svenska Annonsörers Förening och man har närmare 650 medlemsföretag i början av decenniet.

### 1980-talet
Ett världsunikt avtal mellan annonsörer och byråer, det så kallade Byråsamarbetsavtalet, sluts år 1985. Avtalet uppdaterades senast 2008 av Sveriges Annonsörer och Sveriges Kommunikationsbyråer.

### 1990-talet
Annonsörföreningen blir medarrangör i reklamtävlingen 100-wattaren år 1993.

### 2000-talet
År 2001 lanserar Annonsörföreningen KIA-index, som blir den officiella mätvalutan för svenska webbplatser. Året därpå arrangeras tema- och inspirationsdagen Stora Annonsördagen för första gången. 2005 byter organisationen namn till Sveriges Annonsörer. År 2006 lanseras det kostnadsfria läromedlet Media Smart i Sverige. 2007 instiftas Reklamombudsmannen, RO, och två år senare utses Elisabeth Trotzig till landets första Reklamombudsman. 2020 lanseras det årliga branscheventet EFFDay med fokus att hjälpa företag att få bättre effekt av sina marknadsinvesteringar. 2021 lanseras två branschstandards för ökad effekt och transparens inom marknadsföring; Effektsystemet och The Advertising Value Chain. 

## Ordförande och vd:ar genom tiderna

### Ordförande
- 1924 - 1941 Hans Osterman
- 1941 - 1952 KG Bussler
- 1952 - 1954 Harald E Eriksson
- 1954 - 1958 Allan Ekström
- 1958 - 1960 Sven Rynell
- 1960 - 1970 Sven Pagmar
- 1970 - 1973 Eric Lindström
- 1973 - 1985 Olle Karleby
- 1985 - 1990 Raol Hasselgren
- 1990 - 1995 Peter Forssman
- 1995 - 1999 Stefan Elving
- 1999 - 2003 Erik Strand
- 2003 - 2008 Ingvar Skeberg
- 2008 - 2009 Mats Rönne
- 2009 - 2010 Sara Brandt (interimsordförande)
- 2010 - 2013 Patrik Rise
- 2013 - 2017 Mats Liedholm
- 2017 - 2021 Leif Börjesson
- 2021 - 2023 Michael Grimborg
- 2023 - (nuvarande) Stina Liljekvist

### Vd:ar
- 1950 - 1954 Sture Låftman
- 1954 - 1980 Lars Wiege
- 1980 - 1994 Svante Sköldberg
- 1994 - 1999 Bo Östen Johansson
- 1999 - 2018 Anders Ericson
- 2019 - (nuvarande) Hanna Riberdahl

## Källhänvisningar
1. ↑  ”"Sveriges Annonsörer i lobbykampanj", artikel i Dagens Media, 18 november 2010”. Arkiverad från originalet den 8 januari 2011. https://web.archive.org/web/20110108171640/http://www.dagensmedia.se/nyheter/kampanjer/article2510368.ece. Läst 22 januari 2011.
2. ↑  Sveriges Annonsörers webbplats
3. ↑  ”100-wattarens webbplats”. Arkiverad från originalet den 10 september 2018. https://web.archive.org/web/20180910131546/http://100wattaren.com/. Läst 12 april 2019.